# أوغينيوز زاك
أوغينيوز زاك (الروسية: Зак, Евгений Савельевич) (بالبولندية: Eugeniusz Zak) هو رسام بيلاروسي وبولندي، ولد في 15 ديسمبر 1884 في Mahiĺna ‏ في روسيا البيضاء، وتوفي في 15 يناير 1926 في الدائرة الرابعة عشرة في باريس في فرنسا بسبب نوبة قلبية.